# Bayadera hyalina
Bayadera hyalina là loài chuồn chuồn trong họ Euphaeidae (Epallagidae). Loài này được Selys mô tả khoa học đầu tiên năm 1879.